# Andreas von Kuik
Andreas von Kuik (auch Cuyk) († 23. Juni 1139) war von 1128 bis 1139 Bischof von Utrecht.

## Familie
Er war Sohn von Hermann von Malsen, Graf von Cuijk, dem Stammvater des Geschlechts von Cuyk, und dessen Frau Ida. Bei dieser handelt es sich möglicherweise um Ida de Boulogne. Während sein Bruder Hendrik (Heinrich) die Nachfolge seines Vaters antrat, traten Andreas und der Bruder Gottfried in den geistlichen Stand ein. Sein Bruder war später unter anderem Propst in Xanten und gewählter, aber nicht bestätigter Erzbischof von Köln.

## Leben
Andreas war Propst in Emmerich. Später war er Archidiakon und Propst von St. Lambert in Lüttich. Seit 1128 war er Bischof von Utrecht. Er war der erste Bischof von Utrecht, der nicht vom Kaiser ernannt, sondern vom Domkapitel gewählt worden war. Gleichwohl hatte er die Bischofswahl insbesondere dem späteren Kaiser Lothar III. zu verdanken, der so die Familie stärker an sich binden wollte. Auch der Einfluss Norberts von Xanten dürfte für die Ernennung von Andreas, der als Anhänger der Kirchenreform galt, eine Rolle gespielt haben.
Auf Befehl von Lothar wurde 1129 ein Giselbert, der die Utrechter Kirche mehrere Jahre lang bedrückt hatte, hingerichtet. Andreas ist in der Folge zeitweise im Gefolge Lothars nachweisbar. So wird er 1129 in einer in Duisburg ausgefertigten Urkunde als Zeuge genannt. In ähnlicher Weise diente er weiterhin verschiedentlich als Zeuge. 
Anfangs kam es zur Versöhnung mit den Grafen von Holland. Zusammen mit Petronilla von Holland, der Witwe Florens’ II. von Holland, gründete er ein Damenstift in Rijnsburg. Später kam es wieder zu Konflikten. Beim Kampf Hermanns und Gottfrieds von Cuyk gegen Florenz den Schwarzen unterstützte er seine Familienmitglieder. In Konflikten stand er auch mit den Bürgern von Utrecht, die daher auch Florenz den Schwarzen unterstützten und ihm die Tore öffneten. Auch die in der Stadt lebenden Ministerialen unterstützten Florenz. Kaiser Lothar III., verwandt mit Florenz, nahm 1133 auf dem Hoftag zu Köln demonstrativ diejenigen Utrechter Ministerialen, die das dortige Marienstift besetzt hatten und von Andreas daraufhin exkommuniziert worden waren, ehrenvoll auf. Erst auf Bitten von verschiedenen Fürsten und Bischöfen gewährte der Kaiser Andreas Verzeihung, unter der Bedingung, dass die Ministralen straffrei bleiben und der Bann gelöst würde. Möglicherweise als Strafe zog der Kaiser den Grafenbann von Ostrachien und Westrachien ein. Immerhin diente Andreas dem Kaiser erneut mehrfach als Zeuge.
Nach dem Tod des Kaisers setzte Andreas sich möglicherweise für die Wahl Konrads III. ein. Dieser gab jedenfalls die entzogenen Grafschaftsrechte zurück. Andreas stand, wie seine Verwandten Hermann und Gottfried, in kaiserlicher Gunst. Er war etwa kurz nach der Königswahl am Hoftag zu Köln von 1138 anwesend. 
Seinem Ruf als Kirchenreformer wurde er durchaus gerecht. So enthob er zwölf Priester ihres Amtes und ersetzte sie durch Mönche. Er war bestrebt, die Zucht in den Klöstern zu erhöhen, und verwaltete sein Bistum sorgfältig. So reformierte er das St.-Odulphus-Kloster bei Staveren und wandelte es in ein Kollegiatstift um.
Begraben wurde er in der Kathedrale von Utrecht.